# Royal Gigolos
A Royal Gigolos 2003-ban alakult német dance formáció, amely mögött DJ Tyson és DJ Kosmonova áll. A duó ismert dalokat dolgoz fel.

## Történet
Első kislemez a  "California Dreamin'" ami egy feldolgozás de tarolnak a listákon.
Következő maxi a "No Milk Today" ismét sikert érnek el.
2005-ben adják ki a "Self Control / Somebody's Watching Me"-t.
2006-ban  "Tell It to My Heart".
2 évet kell várni mire ismét sikeres dalt adnak ki ez a "Girls Just Wanna Dance"-t.
A duo részben annak is köszönheti sikereit Benny Bennasihoz hasonló stílust képviseltek és Benassi sok dalhoz remixet is készített.
2013-ban Royal Gigolos hivatalos Facebook oldalán bejelentik hogy hamarosan új dalok és új album érkezik.
Az új album első dala a "Self Control" amit már egyszer kiadtak.

### Albumok
- 2005 : Musique Deluxe
- 2006 : From California to My Heart
- 2013 : TBA

### Kislemezek
- 2004 : "California Dreamin'" - #35 in Belgium (Flanders), #2 in Belgium (Wallonia), #19 in Finland, #17 in Denmark, #2 in France, #27 in Ireland, #31 in the Netherlands, #17 in Switzerland, #44 in UK[1]
- 2004 : "No Milk Today" - #48 in Belgium (Flanders), #25 in Belgium (Wallonia), #19 in Denmark, #11 in Finland, #15 in France, #60 in Switzerland[2]
- 2005 : "Self Control / Somebody's Watching Me" - #42 in Austria, #17 in Denmark, #14 in Finland, #67 in Germany, #90 in Switzerland[3]
- 2006 : "Tell It to My Heart"
- 2006 : "High Energy" (promotional)
- 2007 : "Why Did You Do It" (The Comfort Zone)
- 2008 : "Girls Just Wanna Dance"
- 2007 : "High Energy" (re-issue)
- 2009 : "Get The Party Started"

### Remixek
- 2004 : "California Dreamin'" - #35 in Belgium (Flanders), #2 in Belgium (Wallonia), #19 in Finland, #17 in Denmark, #2 in France, #27 in Ireland, #31 in the Netherlands, #17 in Switzerland, #44 in UK[1]
- 2004 : "No Milk Today" - #48 in Belgium (Flanders), #25 in Belgium (Wallonia), #19 in Denmark, #11 in Finland, #15 in France, #60 in Switzerland[2]
- 2005 : "Self Control / Somebody's Watching Me" - #42 in Austria, #17 in Denmark, #14 in Finland, #67 in Germany, #90 in Switzerland[3]
- 2006 : "Tell It to My Heart"
- 2006 : "High Energy" (promotional)
- 2007 : "Why Did You Do It" (The Comfort Zone)
- 2008 : "Girls Just Wanna Dance"
- 2007 : "High Energy" (re-issue)
- 2009 : "Get The Party Started"